# محمية سانتا ريتا البيولوجية
محمية سانتا ريتا البيولوجية (البرتغالية: Reserva Biológica de Serra de Santa Rita Mítzi Brandão) هي محمية بيولوجية في ولاية ميناس جيرايس، البرازيل.
أُنشئت المحمية في بلدية سانتا ريتا دو سابوكاي بموجب القانون البلدي رقم 1096 في 15 أكتوبر 1980، مع القوانين البلدية المنقحة في 27 أكتوبر 1980 و19 ديسمبر 1984 وقانون SNUC الفيدرالي رقم 9985 في 18 يونيو 2000. وتغطي المحمية مساحة 305 هكتار (750 أكر) بغرض الحفاظ الكامل والدائم على النظام البيئي والموارد الطبيعية في المنطقة، وخاصة المحمية الجينية للنباتات والحيوانات لأغراض علمية وتعليمية وثقافية. يحظر أي شكل من أشكال استغلال الموارد الطبيعية للمحمية.